# Paolo Goltz
Paolo Duval Goltz (ur. 12 maja 1985 w Hasenkamp) – argentyński piłkarz pochodzenia niemieckiego występujący na pozycji obrońcy. Zawodnik Boca Juniors.

## Kariera klubowa

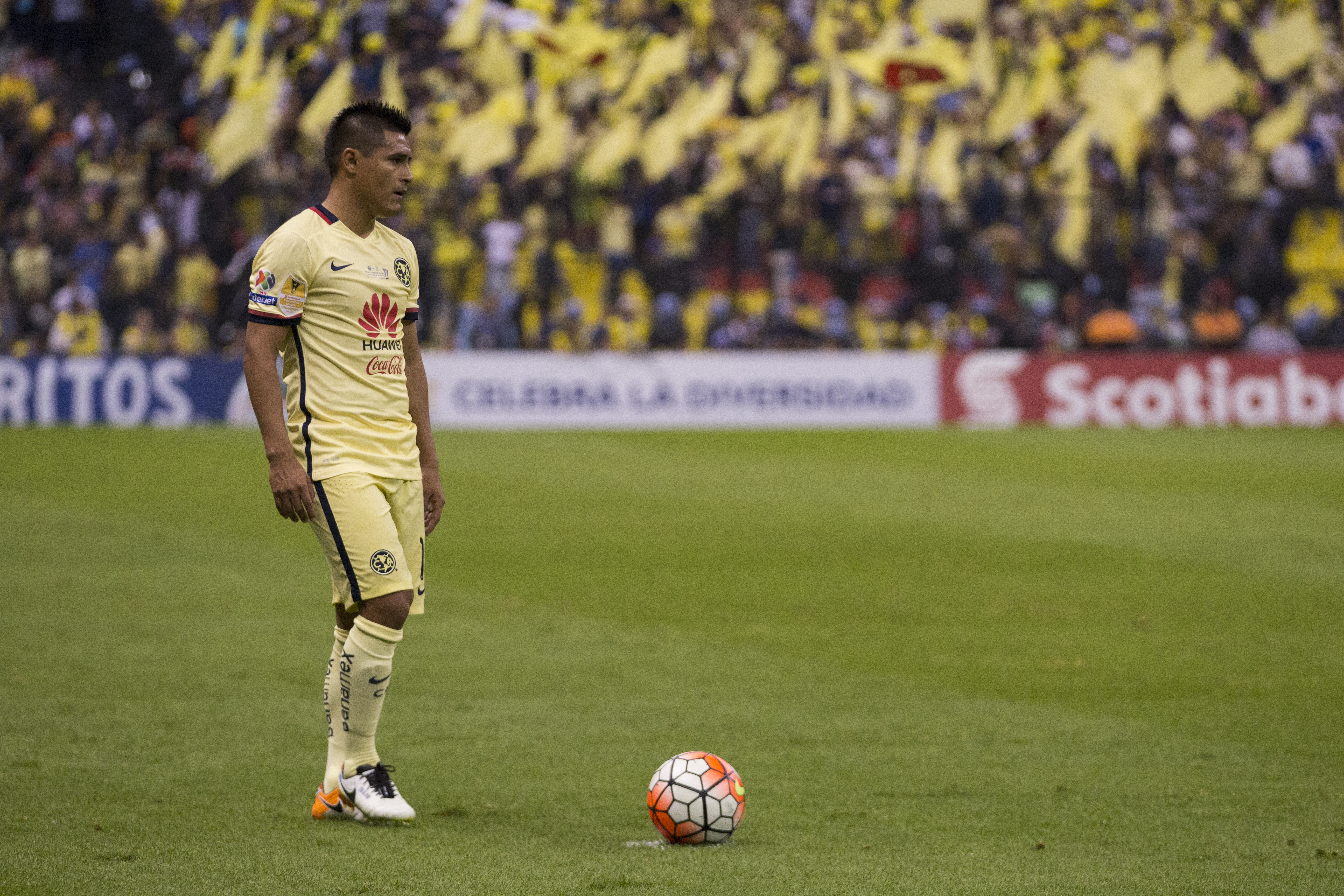
Paolo Goltz wykonujący rzut wolny

Goltz zawodową karierę rozpoczynał w 2002 roku w zespole Huracán z Primera División Argentina. W tych rozgrywkach zadebiutował 24 listopada 2002 roku w zremisowanym 0:0 pojedynku z Gimnasią La Plata. W 2003 roku spadł z zespołem do Primera B Nacional. W 2007 roku wrócił z nim do Primera División. 5 listopada 2007 roku w zremisowanym 1:1 spotkaniu z San Lorenzo de Almagro strzelił pierwszego gola w Primera División. W 2009 roku wywalczył z zespołem wicemistrzostwo fazy Clausura.
W 2010 roku Goltz podpisał kontrakt z Lanúsem, także występującym w Primera División. Pierwszy ligowy mecz zaliczył tam 5 września 2010 roku przeciwko Gimnasii La Plata (2:0).

## Kariera reprezentacyjna
W reprezentacji Argentyny Goltz zadebiutował 6 maja 2010 roku w wygranym 4:0 towarzyskim meczu z Haiti.